# 스즈키 야스히토
스즈키 야스히토(일본어: 鈴木 康仁, 1959년 12월 19일 ~ )는 일본의 전 축구 선수이다.

## 국가대표팀 경력
1979년 FIFA 세계 청소년 축구 선수권 대회에 참가할 일본 U-20 국가대표팀에 발탁되었으며, 3경기에 출전했다.
그는 1980년 FIFA 월드컵 예선에 참가할 일본 국가대표팀에 발탁되었으며, 12월 22일 싱가포르와의 경기에서 데뷔했다. 그는 국제 A매치 통산 4경기에 출전했다.

## 통계
| 일본 | 일본 | 일본 |
| 연도 | 출전 | 득점 |
| ---- | ---- | ---- |
| 1980 | 4    | 0    |
| 통산 | 4    | 0    |